# مفاعل ديمونا
مركز شمعون بيريز للأبحاث النووية في النقب (بالعبرية: קריה למחקר גרעיני – נגב ע"ש שמעון פרס)، عرف سابقًا باسم مركز الأبحاث النووية في النقب، ويُشار إليه أحيانًا بشكل غير رسمي بـ«مفاعل ديمونا»، هو منشأة نووية إسرائيلية تقع في صحراء النقب على بُعد نحو 13 كيلومترًا (ثمانية أميال) جنوب شرق مدينة ديمونا. بدأت أعمال الإنشاء عام 1958، ودخل المفاعل النووي العامل بالماء الثقيل حيّز التشغيل في فترة تتراوح بين عامي 1962 و1964.
تزعم إسرائيل أن المفاعل والمنشأة البحثية مخصصان لأغراض «بحثية عامة في مجال العلوم الذرية»، غير أن المفاعل شارك في إنتاج مواد نووية تُستخدم في برنامج الأسلحة النووية الإسرائيلي. ويُعتقد أن إسرائيل أنتجت أول أسلحتها النووية بحلول عام 1967، وتُقدّر ترسانتها اليوم بما بين 80 إلى 400 سلاح نووي. تظل المعلومات المتعلقة بهذه المنشأة شديدة السرية، وتتبنّى إسرائيل سياسة تُعرف بـ«الغموض الاستراتيجي»؛ حيث ترفض تأكيد أو نفي امتلاكها لأسلحة نووية. كما أن إسرائيل ليست طرفًا موقّعًا على معاهدة عدم انتشار الأسلحة النووية.
بحسب تقارير، فتحت إسرائيل مفاعل ديمونا أمام عمليات تفتيش أميركية في 4 يناير 1965 واستمرّت تلك الزيارات حتى عام 1969. المجال الجوي فوق المنشأة مغلق أمام جميع الطائرات، والمنطقة المحيطة بها محاطة بسياج وتخضع لحراسة مشددة. وخلال حرب الأيام الستة، أسقطت إسرائيل طائرة مقاتلة من طراز «داسو أوراغان» تابعة لسلاح الجو الإسرائيلي بعدما دخلت عن طريق الخطأ المجال الجوي لمنشأة ديمونا.
في أغسطس 2018، أُعيدت تسمية المنشأة تكريمًا للرئيس ورئيس الوزراء الإسرائيلي الراحل شمعون بيريز.

## التاريخ

### الإنشاء
بدأ إنشاء المنشأة في عام 1958 بمساعدة فرنسية، وذلك بموجب اتفاقيات بروتوكول سيفر. وقد أُقيم المجمع بسرية تامة وخارج نطاق نظام التفتيش التابع للوكالة الدولية للطاقة الذرية. وللحفاظ على هذا السرّ، أُبلغ مسؤولو الجمارك الفرنسيون بأن المكوّنات الكبرى للمفاعل، مثل خزان المفاعل، كانت جزءًا من محطة لتحلية المياه موجهة إلى أمريكا اللاتينية.
تتباين التقديرات بشأن تكلفة البناء، ويُعد الرقم الأكثر موثوقية هو ما ورد على لسان شمعون بيريز نفسه، حيث كتب في مذكراته الصادرة عام 1995 أنّه وجمعية بن غوريون تمكّنا من جمع 40 مليون دولار أمريكي من "أصدقاء إسرائيل حول العالم"، وهو ما يعادل نصف تكلفة المفاعل. وبناءً على ذلك، يمكن تقدير تكلفة الإنشاء بنحو 80 مليون دولار آنذاك، وهو ما يعادل قرابة مليار دولار بأسعار عام 2023 بعد احتساب معدّلات التضخّم.
أصبح مفاعل ديمونا نشطًا (وصل إلى الحالة الحرجة) في وقت ما بين عامي 1962 و1964، ومن المرجّح أن تكون قوات الدفاع الإسرائيلية قد امتلكت أول أسلحتها النووية قبيل اندلاع حرب الأيام الستة.
وفي عام 2021، أُفيد استنادًا إلى صور أقمار صناعية بأن المجمّع يشهد توسعة كبيرة. وقدّر أن أعمال البناء الجديدة بدأت في أواخر عام 2018 أو مطلع عام 2019، على مساحة تبلغ نحو 140 مترًا في 50 مترًا، في محيط المفاعل النووي ومنشأة إعادة المعالجة.

### عمليات التفتيش

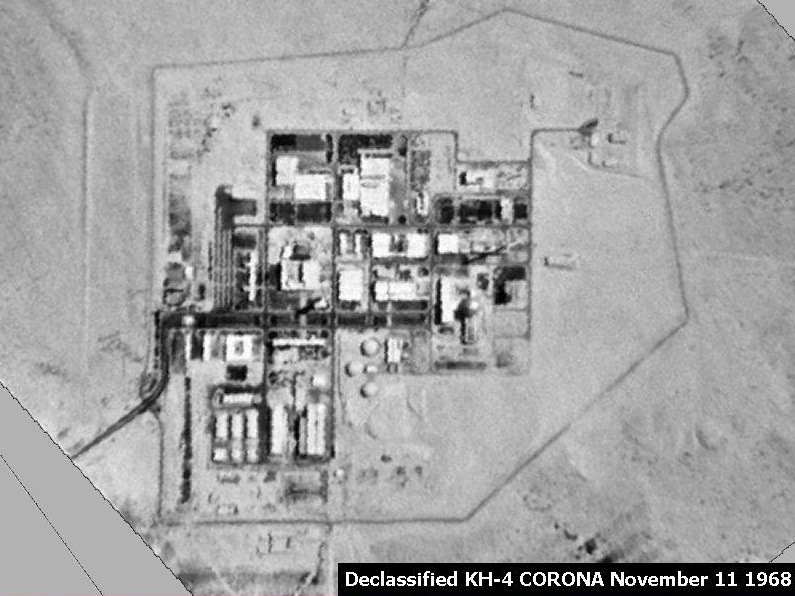
صورة لمفاعل ديمونا تم التقاطها من قبل قمر تجسس أمريكي سنة 1968

عندما اكتشفت أجهزة الاستخبارات الأمريكية طبيعة منشأة ديمونا في أوائل الستينيات، طلبت الحكومة الأمريكية من إسرائيل الموافقة على إجراء عمليات تفتيش دولية. وافقت إسرائيل، لكنها اشترطت أن تُجرى هذه التفتيشات من قِبل مفتشين أمريكيين بدلاً من مفتشي الوكالة الدولية للطاقة الذرية، وأن تتلقى إخطارًا مسبقًا بموعد كل زيارة. وبحسب وثائق أُفرج عنها لاحقًا تعود إلى إدارة الرئيس ليندون جونسون، فقد فتحت إسرائيل المنشأة أمام فرق التفتيش الأمريكية في يناير 1965.
وقد أُشير إلى أن معرفة إسرائيل المسبقة بجدول زيارات المفتشين مكّنتها من إخفاء الأنشطة السرّية المرتبطة بصناعة الأسلحة النووية، وذلك من خلال بناء جدران مؤقتة وغيرها من الوسائل التضليلية قبل كل عملية تفتيش. وفي نهاية المطاف، أبلغ المفتشون الحكومة الأمريكية بأن عملياتهم لم تعد مجدية بسبب القيود الإسرائيلية المفروضة على المناطق المسموح بتفتيشها داخل المنشأة. وبحلول عام 1969، كانت الولايات المتحدة تشتبه في أن إسرائيل قد امتلكت بالفعل سلاحًا نوويًا، وأنهت عمليات التفتيش في ذلك العام.

### التوغلات المبلغ عنها في المجال الجوي للمنشأة
أُفيد أن طائرات مقاتلة مجهولة الهوية حلّقت فوق مجمّع المفاعل قبيل اندلاع حرب الأيام الستة عام 1967. في حينها، اعتُقد أن الطائرات تابعة لسلاح الجو المصري من طراز ميغ-21، غير أن كتابًا مثيرًا للجدل صدر عام 2007 زعم أنها كانت في الواقع طائرات استطلاع سوفييتية من طراز ميغ-25.
وخلال الحرب نفسها، أسقطت الدفاعات الجوية التي تحمي المنشأة طائرة مقاتلة إسرائيلية بعد أن تضررت أثناء غارة جوية على الأردن وانحرفت عن مسارها لتدخل المجال الجوي المحظور فوق المفاعل، ما أسفر عن مقتل الطيّار، النقيب يورام حرباز.

### إنتاج الأسلحة النووية
يُعتقد أن الإنتاج الكامل للرؤوس النووية بدأ بحلول عام 1966، ويُرجَّح أن الجيش الإسرائيلي كان يمتلك ما يصل إلى 13 رأسًا نوويًا عمليًا بحلول عام 1967.

### تسريبات مردخاي فعنونو
في عام 1986، غادر مردخاي فعنونو، وهو تقني سابق في منشأة ديمونا النووية، إلى المملكة المتحدة، حيث كشف لوسائل الإعلام معلومات تفصيلية عن البرنامج النووي الإسرائيلي. شملت إفاداته شرحًا لوظائف المباني داخل المنشأة، وكشفًا عن وجود منشأة سرية تحت الأرض تقع مباشرة أسفل المجمع النووي.
في أعقاب ذلك، أرسل جهاز الموساد عميلة تُدعى شيريل بينتوف (اسمها قبل الزواج: حنين) لاستدراجه إلى إيطاليا، حيث تم توقيفه على يد عملاء الموساد ونقله سرًا إلى إسرائيل على متن سفينة شحن. وُجهت إليه تهم التجسس والخيانة، وحوكم أمام محكمة إسرائيلية بشكل سري، وصدر بحقه حكم بالسجن لمدة 18 عامًا.
نشرت صحيفة ذا تايمز وقتها أن إسرائيل كانت تملك مواد انشطارية تكفي لإنتاج ما يقرب من 20 قنبلة هيدروجينية و200 قنبلة نووية تقليدية بحلول عام 1986. وفي مطلع عام 2004، أُفرج عن فعنونو، لكنه خضع لسلسلة من القيود الصارمة، شملت حظر السفر، وتقييد حريته في التنقل، ومنعه من التواصل مع وسائل الإعلام. ومنذ إطلاق سراحه، أُعيد اعتقاله ومحاكمته في عدة مناسبات بتهمة خرق شروط الإفراج.

### المخاوف المتعلقة بالسلامة
أُثيرت مخاوف متعلقة بسلامة مفاعل ديمونا الذي تجاوز عمره 55 عامًا. وفي عام 2004، وضمن إجراءات احترازية، وزعت السلطات الإسرائيلية أقراص يوديد البوتاسيوم على آلاف السكان القاطنين في المناطق المحيطة، تحسبًا لاحتمال تسرب اليود المشع-131.

### الهجمات المبلغ عنها
في يناير 2012، أفادت تقارير إعلامية بأن لجنة الطاقة الذرية الإسرائيلية قررت إغلاق المفاعل مؤقتًا، مشيرةً إلى هشاشة الموقع واحتمالية تعرضه لهجوم إيراني كأحد الأسباب الرئيسية للقرار. وفي أكتوبر ونوفمبر من العام نفسه، وردت تقارير تفيد بأن حركة حماس أطلقت صواريخ باتجاه ديمونا أو مركز الأبحاث النووية في النقب. كما عاودت حماس إطلاق صواريخ باتجاه المنطقة المحيطة بالمفاعل في يوليو 2014. لم يتعرض المرفق لأي أضرار خلال هذه المحاولات. وفي أبريل 2021، سقط صاروخ سوري مضاد للطائرات في محيط الموقع.

### الوثائق التي رُفِعَت عنها السرية
في أبريل 2016، كشف أرشيف الأمن القومي الأمريكي عن وثائق تعود للفترة من 1960 إلى 1970 تُظهر تقييمات المخابرات الأمريكية لمحاولات إسرائيل إخفاء أهداف وتفاصيل برنامجها النووي. وكان المسؤولون الأمريكيون الذين شاركوا في المحادثات مع رئيس الوزراء الإسرائيلي آنذاك دافيد بن غوريون وعدد من المسؤولين الآخرين يرون أن إسرائيل تقدم "تفسيرات مضللة" بشأن نواياها في تطوير أسلحة نووية.

## الخطر البيئي
يشكل مفاعل ديمونا خطرًا بيئيًا وبيولوجيًا كبيرًا، إذ إن الغبار الذري المنبعث منه ويتجه نحو الأردن يُعتبر تهديدًا صحيًا جديًا. وفي حال وقوع انفجار، من المتوقع أن يمتد الضرر الناتج عنه في دائرة نصف قطرها يصل إلى قبرص، مما يشير إلى خطورة بالغة في المنطقة المحيطة. من الجدير بالذكر أن إسرائيل لم توقع على اتفاقية منع انتشار الأسلحة النووية.
بدأت تثار تساؤلات وشكوك حول سلامة المفاعل وأمان تشغيله، خاصة بعد أكثر من أربعين عامًا من بدء عمله، مما أثار مخاوف متزايدة على صحة السكان القاطنين في المناطق المجاورة.
ويُعتبر مفاعل ديمونا أحد العوامل المحورية التي أسهمت في اندلاع حرب 1967، وذلك لامتلاك مصر آنذاك صواريخ استراتيجية وقاذفات قادرة على ضرب المفاعل من مسافات بعيدة. كما كشفت تقارير حديثة عن ارتفاع معدلات الإصابة بالسرطان بين السكان الفلسطينيين في المناطق المحيطة، مثل مدينة الخليل.
تشير الأدلة إلى أن مفاعل ديمونا، وهو المنشأة النووية الأهم في إسرائيل، دخل مرحلة حرجة من الناحية الاستراتيجية بسبب انتهاء عمره الافتراضي، الذي يتضح من خلال تشققات ظهرت في هيكل المفاعل، ما يجعله مصدرًا محتملاً لكارثة إنسانية قد تودي بحياة مئات الآلاف أو حتى الملايين. وتعتمد هذه التقييمات على تقارير علمية وصور الأقمار الصناعية التي نُشرت في مجلة «جينز إنتلجنس ريفيو» المتخصصة في الشؤون الدفاعية عام 1999، والتي استندت إلى صور التقطتها أقمار صناعية فرنسية وروسية تجارية. وتكشف هذه الصور عن أضرار جسيمة ناجمة عن الإشعاع النيتروني الذي يؤدي إلى تكوين فقاعات غازية صغيرة داخل الدعامات الخرسانية، مما يجعل المبنى هشًا وعرضة للتصدع.
بالإضافة إلى ذلك، فإن قدم المفاعل الذي تجاوز الأربعين عامًا أدت إلى تآكل جدرانه العازلة، كما أن أساساته باتت معرضة للتشقق والانهيار، مما قد يؤدي إلى كارثة نووية ضخمة. وعلى الرغم من استبدال بعض أجزاء المفاعل، إلا أن هناك جدلًا واسعًا بين الخبراء حول ما إذا كان من الأفضل إيقاف تشغيل المفاعل نهائيًا قبل وقوع أي كارثة.
يرى المختصون أن ارتفاع حالات الإصابة بالأمراض السرطانية بين سكان المناطق المجاورة والعاملين في المفاعل يعود إلى تسرب إشعاعات منه. فقد أظهر تقرير بثته القناة الثانية للتلفزيون الإسرائيلي بتاريخ 1 يوليو 2003 وفاة العشرات من عمال المفاعل بسبب السرطان، في وقت ترفض فيه إدارة المفاعل والحكومة الإسرائيلية الربط بين هذه الوفيات وتسرب الإشعاعات.
كما تدرس المحاكم الإسرائيلية أكثر من 45 دعوى قضائية رفعتها عائلات المهندسين والخبراء والفنيين العاملين في المفاعل النووي في ديمونا بصحراء النقب، بعد تفشي مرض السرطان بينهم في السنوات الأخيرة نتيجة تعرضهم للإشعاعات النووية. وقد طالبت هذه العائلات بصرف تعويضات عاجلة تُقدّر بنحو 50 مليون دولار نتيجة الأضرار الصحية التي لحقت بهم خلال فترة عملهم.
ووفقًا للتقارير، يُعتبر الخبراء الأساسيون العاملون داخل المفاعل الأكثر تعرضًا للإصابة بالمرض، في حين تقل نسبة الإصابة إلى النصف بين الفنيين والمساعدين من الدرجة الثانية الذين لا يتعرضون مباشرة للإشعاعات. كما يُتوقع إصابة حراس المفاعل خلال السنوات الثلاث المقبلة إذا استمروا في عملهم. وقد لوحظت أعراض مرض السرطان لدى أكثر من 70% من سكان منطقة النقب.
ونقل تقرير القناة الثانية عن أحد العمال المصابين بالسرطان قوله إن "الحرائق كانت تندلع تقريبًا يوميًا داخل المفاعل، وكنا نستنشق بخار المواد النووية الخطيرة"، فيما أشار عامل آخر إلى أنه "مرات عديدة وجد نفسه داخل سحابة صفراء من المواد السامة".